# Comisión de Asuntos Iberoamericanos
La Comisión de Asuntos Iberoamericanos es una comisión permanente del Senado de España con carácter permanente no legislativo que conoce de todos aquellos asuntos relacionados con Iberomamérica y las relaciones entre el Reino de España y los países de dicho ámbito. Al no poseer carácter legislativo, se limita a debatir, realizar estudios y a dar asesoramiento a la cámara, encargándose de todo lo relativo a legislar la Comisión de Asuntos Exteriores.
La Comisión fue creada en la legislatura constituyente como una comisión especial, es decir, no permanente. Será a partir del reglamento de 1982 que adquiere el carácter de comisión permanente.

## Presidentes
| Presidente                        | Partido político | Circunscripción           | Mandato    |
| --------------------------------- | ---------------- | ------------------------- | ---------- |
| Justino de Azcárate               | Independiente    | Ninguna, designación real | 1977-1979  |
| Justino de Azcárate               | UCD              | León                      | 1979-1982  |
| José Prat                         | PSOE             | Madrid                    | 1982-1989  |
| Juan Barranco                     | PSOE             | Madrid                    | 1989-1993  |
| José Castro Rabadán               | PSOE             | Salamanca                 | 1993-1996  |
| Luis Fraga Egusquiaguirre         | PP               | Guadalajara               | 1996-2008  |
| Iñaki Anasagasti                  | EAJ-PNV          | Vizcaya                   | 2008-2011  |
| Miguel Ángel Pérez de Juan Romero | PP               | Orense                    | 2012-2015  |
| Gonzalo Jesús Robles Orozco       | PP               | Salamanca                 | 2016-2019  |
| César Alejandro Mogo Zaro         | PSOE             | Lugo                      | 2019       |
| María Ascensión Godoy Tena        | PSOE             | Badajoz                   | 2020-2023  |
| Juan José Matarí                  | PP               | Almería                   | 2023-pres. |

## Ponencias

### Actuales
Actualmente la Comisión de Asuntos Iberoamericanos no posee ninguna ponencia.

### Históricas
| Nombre | Presidente                             | Mandato                                        | Refs. |
| --- | -------------------------------------- | ---------------------------------------------- | ----- |
| Ponencia para el estudio de las relaciones de las Universidades españolas y americanas                                            | José Castro Rabadán (PSOE)             | 15 de marzo de 1994-mayo de 1995               | [ 3 ] |
| Ponencia sobre la Comunidad Iberoamericana de Naciones: su consolidación a través de las Cumbres de Jefes de Estado y de Gobierno | Luis Manuel Fraga Egusquiaguirre (PP)  | 27 de noviembre de 1996-20 de abril de 1998    | [ 4 ] |
| Ponencia para el estudio de "La Comunidad Iberomaericana de Naciones: su consolidación en la Cultura, la Economía y la Política   | -                                      | 18 de diciembre de 2000-2 de diciembre de 2004 | [ 5 ] |
| Ponencia de estudio de los retos de la Comunidad Iberoamericana de Naciones                                                       | -                                      | 27 de septiembre de 2004-14 de enero de 2008   | [ 6 ] |
| Ponencia de estudio sobre el papel de las empresas españolas en América Latina                                                    | -                                      | 18 de diciembre de 2008-14 de abril de 2010    | [ 7 ] |
| Ponencia de estudio sobre el papel de las empresas españolas en América Latina                                                    | Miguel Ángel Pérez de Juan Romero (PP) | 3 de junio de 2014-14 de octubre de 2015       | [ 8 ] |
| Ponencia de estudio de los movimientos migratorios en el marco iberoamericano                                                     | Gonzalo Robles Orozco (PP)             | 30 de junio de 2017-1 de marzo de 2019         | [ 9 ] |

## Composición actual
| Mesa de la Comisión | Mesa de la Comisión | Mesa de la Comisión       | Mesa de la Comisión       | Mesa de la Comisión            | Mesa de la Comisión            | Mesa de la Comisión              | Mesa de la Comisión                  |
| Presidente | Presidente | Vicepresidente primero    | Vicepresidente primero    | Vicepresidente segundo         | Vicepresidente segundo         | Secretario primero               | Secretario segundo                   |
| --- | --- | ------------------------- | ------------------------- | ------------------------------ | ------------------------------ | -------------------------------- | ------------------------------------ |
| Miguel Carmelo Dalmau Blanco (PSOE) | Miguel Carmelo Dalmau Blanco (PSOE) | Jesús Caro Adanero (PSOE) | Jesús Caro Adanero (PSOE) | Gerardo Martínez Martínez (PP) | Gerardo Martínez Martínez (PP) | Obdulia Taboadela Álvarez (PSOE) | Antonio Serrano Aguilar (PP)         |
| Miembros de la Comisión | |                           |                           |                                |                                |                                  |                                      |
| Grupo Socialista | Grupo Popular | Grupo ERC-EH Bildu        | Grupo Ciudadanos          | Grupo Vasco                    | Grupo Nacionalista             | Grupo Izquierda Confederal       | Grupo Mixto                          |
| - José Cepeda - María del Mar Arnáiz - Josefina Antonia Bueno Alonso - Marisa Bustinduy - Amaro Huelva Betanzos - Antonio Magdaleno Alegría - Susana Moll Kammerich - Ramón Morales Quesada - Cristina Narbona - Riansares Serrano Morales - José Manuel Tofiño Pérez - Miguel Ángel Vázquez | - Gonzalo Jesús Robles Orozco - Alberto Fabra - Francisco Javier Márquez Sánchez - Carmen Quintanilla - Clara Isabel San Damián Hernández | - Ana María Surra         | - Ángel Mayo Llanos       | - Almudena Otaola Urquijo      | - Marta Pascal                 | - Vicenç Vidal                   | - Alberto Prudencio Catalán Higueras |
| Fuente: | |                           |                           |                                |                                |                                  |                                      |